# Ibsenprisen
Ibsenprisen är ett pris tänkt att främja norsk dramatik. Priset har delats ut av Skiens kommun sedan 1986. I Sverige finns sedan 2006 en motsvarighet i Det svenska Ibsensällskapets Ibsenpris.
Priset delas ut till en norsk dramatiker som under det senaste året har uppfört ett nytt verk, riktat till barn eller vuxna, vid en professionell scenteater, radioteater eller tv-teater, eller för ett långvarigt författarskap inom dramatiken. Utdelningen sker i Skien, på Henrik Ibsens födelsedag, den 20 mars. Från och med 2005 består priset av 150 000 norska kronor och en Ibsenstaty av skulptören Nina Sundby. Samarbetspartner för arrangemanget runt prisutdelningen är DnBNOR.
Juryn består av sex personer från följande organisationer:
- Kritikerlaget for teater, musikk og ballett
- Norsk Dramaturgforum
- Norsk Sceneintruktørforening
- Norsk Teaterleder-Forening
- Kunsthøgskolen i Oslo/Universitetet i Oslo
- Skien kommun / Teater Ibsen

## Pristagare
- 1986 – Arne Skouen för sitt samlade dramatiska författarskap
- 1987 – Peder Cappelen för Eufemianatten
- 1988 – Odd Selmer för På egne ben
- 1989 – Julian Garner för Svarte okser
- 1990 – Edvard Rønning för Himmelplaneten
- 1991 – Marit Tusvik för Mugg
- 1992 – Bjørg Vik för Møte i Venezia
- 1993 – Norvald Tveit för sitt samlade dramatiska författarskap
- 1994 – Eva Sevaldson för Framtida er avlyst
- 1995 – Terje Nordby för Isblomst
- 1996 – Jon Fosse för Namnet
- 1997 – Jesper Halle för Dagens lys
- 1998 – Petter S. Rosenlund för En umulig gutt
- 1999 – Cecilie Løveid för Østerrike och sitt samlade dramatiska författarskap
- 2000 – Tor Åge Bringsværd för sitt samlade dramatiska författarskap
- 2001 – Nina Valsø för Ubuden gjest
- 2002 – Niels Fredrik Dahl för Som torden
- 2003 – Wetle Holtan för De som lever
- 2004 – Per Schreiner för Den brysomme mannen
- 2005 – Maria Tryti Vennerød för Dama i luka
- 2006 – Liv Heløe och Finn Iunker
- 2007 – Christopher Grøndahl för Tundra och Silent Winds of Blackpool
- 2008 – Edvard Hoem för Mikal Hetles siste ord
- 2009 – Christopher Nielsen för Verdiløse menn
- 2010 – Kate Pendry för Erasmus Tyrannus Rex
- 2011 – Lennart Lidström för Pingviner i Sahara
- 2012 – Fredrik Brattberg för Tilbakekomstene
- 2013 – Arne Lygre för Jeg forsvinner
- 2014 – Johan Harstad för Osv.
- 2015 – Cecilie Løveid för Visning[1]
- 2016 – Mette Edvardsen för We to be
- 2017 – Tore Vagn Lid, Cecilie Løveid och Nordahl Grieg för Vår ære/vår makt
- 2018 – Malmfrid Hovsveen Hallum för Solveigs 2. sang
- 2019 – Demian Vitanza för Tyngde
- 2020 – Lisa Charlotte Baudouin Lie för scentexten Mare.[2]
- 2023 – Monica Isakstuen för Dette er ikke oss.[3]
- 2024 – Arne Lygre för I vårt sted[4]